# Іриней (Семко)
Ірине́й (Семко́) (нар. 11 червня 1963 — пом. 23 вересня 2017 Ніжин) — 1-й митрополит Ніжинський і Прилуцький, архієрей Української православної церкви Московського патріархату. З 2007 по 2017 рік очолював Ніжинську єпархію УПЦ МП. Член Комісії по канонізації святих при Священному синоді УПЦ МП. Доцент Київської духовної академії і семінарії.

## Біографія

### Юність
Валентин Анатолійович Семко народився 11 червня 1963 року в селі Ропотуха Уманського району Черкаської області. У 1963 році родина переїхала до села Ладижинка того ж району.
Протягом 1970—1980 років навчався в Ладижинській середній школі.
У 1980—1981 роках працював в організації «Київторгбуд».
Восени 1981 року вступив на підготовче відділення Київського інженерно-будівельного інституту, і в 1982 році був зарахований на перший курс. 1983 року залишив інститут за власним бажанням і вступив до Московської Духовної Семінарії.

### Початок служіння
Восени 1984 року зарахований до братії Свято-Троїцької Сергієвої лаври.
26 лютого 1985 року в Троїцькому соборі Лаври пострижений у чернецтво з ім'ям Іриней на честь священомученика Іринея, єпископа Ліонського, архімандритом Олексієм (Кутеповим) (нині митрополит Тульський і Єфремовський).
6 квітня 1985 року хіротонізований у сан диякона архієпископом Володимирським і Суздальським Серапіоном (Фадєєвим;+1999) в Успенському соборі міста Володимира.
30 листопада 1986 року в Трапезному храмі Лаври архієпископом Чебоксарським і Чуваським Варнавою (Кедровим) висвячений у сан священика.
1987 року після закінчення семінарії Навчальний комітет при Священному Синоді Руської Православної церкви направив ієромонаха Іринея до Свято-Успенської Почаївської Лаври.
Навесні 1991 року був переведений до відродженої Свято-Успенської Києво-Печерської Лаври «для зміцнення духовного життя братії».
1992 року закінчив Московську Духовну Академію та був призначений викладачем Київської Духовної Семінарії. У 1993–1994 роках ніс послух інспектора КДАіС.
У квітні 1994 року возведений у сан архімандрита.
З вересня 1996 року ніс послух благочинного Лаври.

### Архієрейське служіння
Рішенням Священного Синоду Української Православної Церкви від 31 травня 2007 р. архімандрит Іриней (Семко) був призначений єпископом Ніжинським і Батуринським.
Архієрейська хіротонія відбулася 10 червня 2007 року в Успенському соборі Києво-Печерської лаври.
Рішенням Священного Синоду від 18 квітня 2008 року змінено титул на «Ніжинський і Прилуцький».
28 серпня 2014 року возведений у сан архієпископа.
28 липня 2017 року возведений в сан митрополита.

### Нагороди
1986 р. — медаль преподобного Сергія Радонезького Ι ступеня.
2000 р. — ювілейний орден «Різдво Христове 2000» ΙΙ ступеня.
2001 р. — медаль святого великомученика Димитрія Солунського.
2003 р. — орден преподобного Нестора Літописця ΙΙ ступеня.
2008 р. — орден святого апостола і євангеліста Іоанна Богослова ΙΙ ступеня.
2013 р. — орден преподобного Серафима Саровського ΙΙ ступеня.
2013 р. — Відзнака Предстоятеля Української Православної Церкви.
2015 р. — орден святителя Петра Могили.

## Смерть та поховання
Помер 23 вересня 2017 року у Ніжині після тривалої важкої хвороби.
25 вересня у Києво-Печерській Лаврі відбулася церемонія відспівування митрополита. Згідно заповіту владики Іринея, його поховали на чернечому цвинтарі Свято-Покровського Красногірського жіночого монастирі в с. Бакаївка Золотоніського району Черкаської області
.

## Погляди і праці
26 грудня 2006 р. захистив дисертацію на тему: «Історія православного жіночого чернецтва в Україні в XX столітті» і отримав науковий ступень кандидата богослов'я. У 2007 р. рішенням Вченої ради Київської духовної академії присвоєне вчене звання доцента.
У своїй пастирській діяльності послідовно використовує українську мову, вітає україномовні проповіді кліриків Ніжинської єпархії. Відомий як досить жорсткий і сумлінний адміністратор, який вникає у дрібниці парафіального життя.

### Інтерв'ю
- Єпископ Іриней (Семко): «Ми повинні власним життям свідчити про свою віру»
- Епископ Ириней (Семко): «Мне некуда было сворачивать»[недоступне посилання з лютого 2019]
- Єпископ Іриней (Семко): «Бог не в силі, а в правді»